# 4-吡啶亚甲基丙二腈
4-吡啶亚甲基丙二腈是一种有机化合物，化学式为C9H5N3。它可由吡啶-4-甲醛和丙二腈在哌啶催化下于乙醇中反应制得。它和硫代氰乙酰胺在吗啉催化下于乙醇中反应，可以得到α-氰基-β-二氰基亚甲基-4-(4-吡啶基)硫代丙酰胺。